# Svätoplukovo
Svätoplukovo este o comună slovacă, aflată în districtul Nitra din regiunea Nitra. Localitatea se află la altitudinea de 140 m deasupra n.m., se întinde pe o suprafață de 13,9 km2 și în 2017 număra 1.340 de locuitori.

## Istoric
Localitatea Svätoplukovo este atestată documentar din 1386.

## Demografie
| An:                | 1994 | 2004   | 2014   | 2024    |
| ------------------ | ---- | ------ | ------ | ------- |
| Număr de persoane: | 1275 | 1308   | 1331   | 1469    |
| Diferență:         |      | +2,58% | +1,75% | +10,36% |

| An:                | 2023 | 2024   |
| ------------------ | ---- | ------ |
| Număr de persoane: | 1473 | 1469   |
| Diferență:         |      | −0,27% |